# Усть-Донецкий
Усть-Доне́цкий — рабочий посёлок в Ростовской области. Административный центр Усть-Донецкого района и Усть-Донецкого городского поселения.
Население — 10 872 чел. (2022).

## География
Посёлок Усть-Донецкий расположен на правом берегу реки Северский Донец, в 4 км от места его впадения в реку Дон.
Климат
Тип климата — влажный континентальный с жарким летом (Dfa — согласно классификации климатов Кёппена). Среднегодовая температура воздуха — 9,3 °C, количество осадков — 493 мм.
| Показатель                    | Янв. | Фев. | Март | Апр. | Май  | Июнь | Июль | Авг. | Сен. | Окт. | Нояб. | Дек. | Год  |
| ----------------------------- | ---- | ---- | ---- | ---- | ---- | ---- | ---- | ---- | ---- | ---- | ----- | ---- | ---- |
| Средний суточный максимум, °C | −2,1 | −1,4 | 4,1  | 15,5 | 22,6 | 26,7 | 29,2 | 28,3 | 22,3 | 13,8 | 5,9   | 1,1  | 13,8 |
| Средняя температура, °C       | −5,2 | −4,7 | 0,5  | 10,3 | 16,9 | 20,9 | 23,3 | 22,4 | 16,7 | 9,4  | 3,0   | −1,6 | 9,3  |
| Средний суточный минимум, °C  | −8,2 | −7,9 | −3,1 | 5,2  | 11,3 | 15,2 | 17,4 | 16,5 | 11,2 | 5,1  | 0,1   | −4,2 | 4,9  |
| Норма осадков, мм             | 38   | 33   | 30   | 41   | 46   | 51   | 51   | 40   | 36   | 30   | 43    | 54   | 493  |
| Источник:                     |      |      |      |      |      |      |      |      |      |      |       |      |      |

## История
Рабочий посёлок ведет свою историю от хутора Хрестцы (он же Христовский, Крестовский) Кочетовской станицы при Сухом Донце, который существовал уже в 1837 году.
В 1958 году населённому пункту на территории строительства Усть-Донецкого речного порта было присвоено наименование посёлок Усть-Донецкий. Решением Ростовского облисполкома от 13 января 1961 года посёлок Усть-Донецкий отнесён к категории рабочих посёлков.
В период с февраля 1963 года по ноябрь 1965 года рабочий посёлок Усть-Донецкий находился административном подчинении города Волгодонска Ростовской области.
С ноября 1965 года рабочий посёлок Усть-Донецкий становится центром вновь образованного Усть-Донецкого района Ростовской области.

## Население
| 1970    | 1979    | 1989    | 2002    | 2009    | 2010    | 2012    | 2013    | 2014    |
| ------- | ------- | ------- | ------- | ------- | ------- | ------- | ------- | ------- |
| 5077    | ↗6749   | ↗10 008 | ↗11 374 | ↘11 240 | ↗11 817 | ↘11 654 | ↘11 504 | ↘11 409 |
| 2015    | 2016    | 2017    | 2018    | 2019    | 2020    | 2021    | 2022    |         |
| ↘11 361 | ↘11 310 | ↘11 256 | ↘11 254 | ↘11 204 | ↘11 142 | ↘10 203 | ↗10 872 |         |

## Известные уроженцы, жители
- Биднарчук, Фёдор Михайлович  (9 мая 1928 — 17 июня 2011) — сын полка в составе 54 гвардейского кавалерийского полка 14 гвардейской кавалерийской дивизии, юный герой-участник Великой Отечественной войны.

## Экономика
Промышленные предприятия
- Усть-Донецкий порт
- Усть-Донецкий судостроительно-судоремонтный завод
- фабрика «Глория Джинс» (на месте универмага) - закрыта.

Транспорт
Железнодорожная станция Усть-Донецкая (конечный пункт на однопутной электрифицированной линии Лесостепь — Усть-Донецкая), входящая в состав Ростовского региона Северо-Кавказской железной дороги ОАО «РЖД». Курсирует один электропоезд в день до Ростова-на-Дону

## Социальная сфера
Образование
Дошкольное
- детский сад «Золотой ключик»
- детский сад «Родничок»
- детский сад «Солнышко»
- детский сад «Жар-птица»

Среднее общее
- Средняя общеобразовательная школа № 1
- Средняя общеобразовательная школа № 2

Дополнительное
- Дом детского творчества
- Детско-юношеская спортивная школа Усть-Донецкого района

Культура
- Районный дом культуры
- Детская школа искусств
- Усть-Донецкая межпоселенческая центральная библиотека имени Анатолия Калинина

Медицина
Центральная районная больница со стационаром на 110 коек и поликлиникой на 200 посещений в смену.

## Инфраструктура

### Список улиц
| - ул. Береговая, - ул. Виноградная, - ул. Вокзальная, - ул. Горького, - ул. Дачная, - ул. Донецкая, - ул. Заречная, - ул. Инженерная, - ул. Казачья, - ул. Комсомольская, - ул. Ленина, - ул. Лесная, - ул. Мира, - ул. Набережная, - ул. Октябрьская, - ул. Первомайская, | - ул. Портовая, - ул. Промышленная, - ул. Речная, - ул. Садовая, - ул. Свободы, - ул. Советская, - ул. Спортивная, - ул. Степана Разина, - ул. Степная, - ул. Строителей, - ул. Титова, - ул. Чехова, - ул. Школьная, - ул. Шолохова, - ул. Юных Партизан, | - пер. Вишневый, - пер. Восточный, - пер. Каштановый, - пер. Кленовый, - пер. Ореховый, - пер. Поперечный, - пер. Почтовый, - пер. Терновый, - пер. Тополевый, - пер. Шахтинский, - пер. Южный. |

## Достопримечательности
- Памятник В. И. Ленину на одноимённой площади посёлка.
- Памятник «Скорбящий воин». Установлен 9 мая 1975 года в память погибших в 1943 году, освобождая хутор Кресты. Памятник представляет собой стоящего на постаменте воина с автоматом в левой руке и каской — в правой. Авторы памятника: архитектор Виталий Иванович Болдырев и скульптор Ростовского художественного фонда Евдокия Александровна Бражникова. Скульптуру отливали на Усть-Донецком бетонном заводе. Рядом с памятником установлена кирпичная стена, на которой написаны имена погибших в годы; Великой Отечественной войны земляков, и вечный огонь.
- Реконструированный сквер «Юность» с сухим фонтаном, скейт-парком, детской и спортплощадкой.
- Реконструированный пляж.